# 足利市
足利市（日语：／ Ashikaga shi */?）是栃木縣西南部的一個人口約16万人的市。與相隣的太田市、桐生市并兩毛地方的中心城市。距离东京市中心都心70公里。自中古以來以清和源氏的義家流・足利氏的發祥地「足利庄」而聞名。除此之外，當地的足利花卉公園亦頗負盛名，每年4到5月間的紫藤花花季，萬紫千紅的旖旎美景令遊人心醉。

## 交通

### 鐵路
- JR兩毛线：富田站・足利花卉公園站・足利站・山前站・小俣站
- 東武伊勢崎线：縣站・福居站・東武和泉站・足利市站・野州山邊站

### 巴士
- 路線巴士

足利市營巴士
小俁線,行道線,松田線,富田線,山邊・中央環狀線,御廚環狀線
佐野市營巴士
飛駒線
- 高速巴士

關東自動車・千葉交通
成田空港行
足利中央觀光
羽田空港行
運轉免許中心行
日本中央巴士
名古屋經由京都行
京都經由大阪行
富山・金澤・京都經由大阪行
名古屋・奈良經由大阪行
仙台行

### 道路

#### 高速道路
- 北關東自動車道

#### 一般國道
- 國道50號
- 國道293號
- 國道407號

## 姊妹市

### 國內
- 鎌倉市（神奈川縣）

### 海外
- 中华人民共和国, 济宁市(山东省)
- 美国, 斯普林菲尔德(伊利诺州)